# Jonas Andersson (copilota di rally)
Jonas Andersson (Gunnarskog, 1º gennaio 1977) è un copilota di rally svedese.

## Carriera
Andersson ha iniziato la sua carriera nei rally nel 2002 come co-pilota di Per-Gunnar Andersson. Nel Rally di Svezia del 2002, ha fatto il suo debutto nel WRC con una Renault Clio RS. Dal 2009, ha iniziato a collaborare con il pilota di rally norvegese Mads Østberg. Nel Rally di Svezia del 2011, hanno ottenuto il loro primo podio. Un anno dopo, in Portogallo, l'equipaggio ottenne la prima e unica vittoria nel WRC dopo la squalifica di Mikko Hirvonen.
A partire dal 2017, Andersson ha iniziato a collaborare con Pontus Tidemand. Hanno vinto il titolo WRC-2 2017 con una Škoda Fabia R5. La stagione 2022 ha visto Andersson passare alla M-Sport, a fianco di Gus Greensmith per l'intera stagione.

## Vittorie nei rally

### WRC
| # | Anno | Evento               | Pilota       | Auto               | Squadra                 |
| - | ---- | -------------------- | ------------ | ------------------ | ----------------------- |
| 1 | 2012 | Rally del Portogallo | Mads Østberg | Ford Fiesta RS WRC | Adapta World Rally Team |

### WRC-2
| #  | Anno | Evento                 | Pilota              | Auto                   | Squadra          |
| -- | ---- | ---------------------- | ------------------- | ---------------------- | ---------------- |
| 1  | 2016 | Rally del Portogallo   | Pontus Tidemand     | Škoda Fabia R5         | Škoda Motorsport |
| 2  | 2017 | Rally di Svezia        | Pontus Tidemand     | Škoda Fabia R5         | Škoda Motorsport |
| 3  | 2017 | Rally del Messico      | Pontus Tidemand     | Škoda Fabia R5         | Škoda Motorsport |
| 4  | 2017 | Rally d'Argentina      | Pontus Tidemand     | Škoda Fabia R5         | Škoda Motorsport |
| 5  | 2017 | Rally del Portogallo   | Pontus Tidemand     | Škoda Fabia R5         | Škoda Motorsport |
| 6  | 2017 | Rally di Gran Bretagna | Pontus Tidemand     | Škoda Fabia R5         | Škoda Motorsport |
| 7  | 2018 | Rally del Messico      | Pontus Tidemand     | Škoda Fabia R5         | Škoda Motorsport |
| 8  | 2018 | Rally d'Argentina      | Pontus Tidemand     | Škoda Fabia R5         | Škoda Motorsport |
| 9  | 2018 | Rally del Portogallo   | Pontus Tidemand     | Škoda Fabia R5         | Škoda Motorsport |
| 10 | 2019 | Rally di Svezia        | Ole Christian Veiby | Volkswagen Polo GTI R5 | -                |
| 11 | 2023 | Rally del Messico      | Gus Greensmith      | Škoda Fabia RS Rally2  | -                |
| 12 | 2023 | Rally del Portogallo   | Gus Greensmith      | Škoda Fabia RS Rally2  | Toksport WRT 3   |
| 13 | 2024 | Safari Rally           | Gus Greensmith      | Škoda Fabia RS Rally2  | Toksport WRT     |
| 14 | 2025 | Safari Rally           | Gus Greensmith      | Škoda Fabia RS Rally2  | -                |

### WRC-3
| # | Anno | Evento               | Pilota              | Auto                | Squadra    |
| - | ---- | -------------------- | ------------------- | ------------------- | ---------- |
| 1 | 2016 | Rally di Monte Carlo | Ole Christian Veiby | Citroën DS3 R3T Max | Printsport |

### Junior WRC
| # | Anno | Evento               | Pilota               | Auto               | Squadra             |
| - | ---- | -------------------- | -------------------- | ------------------ | ------------------- |
| 1 | 2004 | Rally di Turchia     | Per-Gunnar Andersson | Suzuki Ignis S1600 | -                   |
| 2 | 2004 | Rally di Finlandia   | Per-Gunnar Andersson | Suzuki Ignis S1600 | -                   |
| 3 | 2004 | Rally di Sardegna    | Per-Gunnar Andersson | Suzuki Ignis S1600 | -                   |
| 4 | 2005 | Rally dell'Acropoli  | Per-Gunnar Andersson | Suzuki Ignis S1600 | -                   |
| 5 | 2006 | Rally di Svezia      | Per-Gunnar Andersson | Suzuki Swift S1600 | -                   |
| 6 | 2007 | Rally di Norvegia    | Per-Gunnar Andersson | Suzuki Swift S1600 | Suzuki Sport Europe |
| 7 | 2007 | Rally del Portogallo | Per-Gunnar Andersson | Suzuki Swift S1600 | Suzuki Sport Europe |
| 8 | 2007 | Rally di Catalogna   | Per-Gunnar Andersson | Suzuki Swift S1600 | Suzuki Sport Europe |

### Altri Rally
| #  | Stagione | Campionato                   | Evento                                    | Pilota               | Auto                        |
| -- | -------- | ---------------------------- | ----------------------------------------- | -------------------- | --------------------------- |
| 1  | 2007     | Campionato irlandese asfalto | International Rally of the Lakes          | Kris Meeke           | Subaru Impreza WRC S11 '05  |
| 2  | 2008     | -                            | Romjulsrally                              | Per-Gunnar Andersson | Škoda Fabia WRC             |
| 3  | 2009     | Campionato norvegese         | Sigdalsrally                              | Per-Gunnar Andersson | Škoda Fabia WRC             |
| 4  | 2009     | Campionato svedese           | South Swedish Rally SM                    | Per-Gunnar Andersson | Mitsubishi Lancer Evo IX    |
| 5  | 2009     | Campionato norvegese         | Aurskog Høland Rally                      | Mads Østberg         | Subaru Impreza WRC S10 '04  |
| 6  | 2009     | Coppa di Norvegia            | Rally Trøgstad                            | Mads Østberg         | Subaru Impreza WRC S10 '04  |
| 7  | 2009     | Campionato norvegese         | Rally Hedemarken                          | Mads Østberg         | Subaru Impreza WRC S12B '07 |
| 8  | 2009     | BTRDA Gold Star              | Lewis & Hunter Contracting Cambrian Rally | Mads Østberg         | Subaru Impreza WRC S14 '08  |
| 9  | 2010     | Coppa di Norvegia            | KNA Rally Finnskog                        | Mads Østberg         | Subaru Impreza WRC S12B '07 |
| 10 | 2010     | Campionato norvegese         | Numedalsrally                             | Mads Østberg         | Subaru Impreza WRC S12B '07 |
| 11 | 2010     | Coppa di Norvegia            | LogiTrans Rally Stavanger                 | Mads Østberg         | Subaru Impreza WRC S12B '07 |
| 12 | 2010     | Campionato norvegese         | Rally Sørland                             | Mads Østberg         | Subaru Impreza WRC S14 '08  |
| 13 | 2010     | Campionato svedese           | South Swedish Rally                       | Mads Østberg         | Subaru Impreza WRC S14 '08  |
| 14 | 2010     | Campionato norvegese         | Aurskog-Høland Rally                      | Mads Østberg         | Subaru Impreza WRC S12B '07 |
| 15 | 2010     | Coppa di Norvegia            | Rally Trøgstad                            | Mads Østberg         | Subaru Impreza WRC S14 '08  |
| 16 | 2010     | -                            | Västrallyt NEZ                            | Mads Østberg         | Subaru Impreza WRC S14 '08  |
| 17 | 2010     | Campionato norvegese         | Rally Hedemarken                          | Mads Østberg         | Subaru Impreza WRC S14 '08  |
| 18 | 2010     | Campionato estone            | Saaremaa Rally                            | Mads Østberg         | Subaru Impreza WRC S12B '07 |
| 19 | 2011     | Coppa di Norvegia            | Rally Treungen                            | Mads Østberg         | Ford Fiesta S2000           |
| 20 | 2011     | Campionato norvegese         | KNA Rally Finnskog                        | Mads Østberg         | Ford Fiesta S2000           |
| 21 | 2011     | Campionato norvegese         | Rally Sørland                             | Mads Østberg         | Ford Fiesta S2000           |
| 22 | 2011     | Campionato estone            | Rally d'Estonia                           | Mads Østberg         | Ford Fiesta RS WRC          |
| 23 | 2011     | Campionato norvegese         | Rally Hedemarken                          | Mads Østberg         | Ford Fiesta S2000           |
| 24 | 2012     | Campionato norvegese         | Rally Elverum                             | Mads Østberg         | Ford Fiesta RRC             |
| 25 | 2012     | Coppa di Norvegia            | LogiTrans Rally Stavanger                 | Mads Østberg         | Ford Fiesta RS WRC          |
| 26 | 2012     | Campionato norvegese         | Rally Sørland                             | Mads Østberg         | Ford Fiesta RRC             |
| 27 | 2012     | Coppa Baltico                | Rally d'Estonia                           | Mads Østberg         | Ford Fiesta RS WRC          |
| 28 | 2012     | Campionato norvegese         | Rally Telemark                            | Mads Østberg         | Ford Fiesta RS WRC          |
| 29 | 2013     | Campionato norvegese         | KNA Rally Finnskog                        | Mads Østberg         | Ford Fiesta RS WRC          |
| 30 | 2013     | Campionato norvegese         | Aurskog-Høland Rally                      | Mads Østberg         | Ford Fiesta RS WRC          |
| 31 | 2013     | Campionato norvegese         | Rally Telemark                            | Mads Østberg         | Ford Fiesta RS WRC          |
| 32 | 2015     | NEZ                          | KNA Rally Finnskog                        | Mads Østberg         | Citroën DS3 WRC             |
| 33 | 2016     | Campionato lettone           | Rally Žemaitija                           | Pontus Tidemand      | Škoda Fabia R5              |
| 34 | 2016     | Campionato svedese           | Rally Uppsala                             | Pontus Tidemand      | Škoda Fabia R5              |
| 35 | 2017     | Campionato svedese           | East Sweden Rally                         | Pontus Tidemand      | Škoda Fabia R5              |
| 36 | 2019     | Campionato norvegese         | Rally Hadeland                            | Ole Christian Veiby  | Volkswagen Polo GTI R5      |
| 37 | 2019     | Campionato norvegese         | Rally Sørland                             | Ole Christian Veiby  | Volkswagen Polo GTI R5      |
| 38 | 2019     | Campionato norvegese         | KNA Sommer Rally Grimstad                 | Ole Christian Veiby  | Volkswagen Polo GTI R5      |
| 39 | 2019     | Campionato norvegese         | Rally Hedemarken                          | Ole Christian Veiby  | Volkswagen Polo GTI R5      |
| 40 | 2020     | Campionato norvegese         | Numedalsrally                             | Ole Christian Veiby  | Hyundai i20 R5              |
| 41 | 2020     | -                            | Romjulsrally                              | Ole Christian Veiby  | Hyundai i20 R5              |
| 42 | 2021     | Campionato portoghese        | Rali Terras d'Aboboreira                  | Ole Christian Veiby  | Hyundai i20 R5              |
| 43 | 2021     | Campionato norvegese         | KNA Sommer Rally Grimstad                 | Ole Christian Veiby  | Hyundai i20 R5              |
| 44 | 2021     | Campionato norvegese         | Rally Sørland                             | Ole Christian Veiby  | Hyundai i20 R5              |
| 45 | 2021     | Campionato norvegese         | Rally Hedemarken                          | Ole Christian Veiby  | Hyundai i20 R5              |
| 46 | 2022     | Campionato lettone sprint    | Rallijsprints Latvija                     | Karl Nordstrand      | Škoda Fabia Rally2 evo      |
| 47 | 2023     | Campionato norvegese         | Numedalsrally                             | Ole Christian Veiby  | Volkswagen Polo GTI R5      |
| 48 | 2023     | Campionato ceco sprint       | Rentor - Partr Rally Vsetín               | Gus Greensmith       | Škoda Fabia RS Rally2       |
| 49 | 2024     | B-Zero                       | KNA Rally Finnskog                        | Ole Christian Veiby  | Volkswagen Polo GTI R5      |

## Risultati nel mondiale rally

### WRC
| 2002 | Scuderia | Vettura         |  |    |  |  |  |  |  |  |  |  |  |  |  |  |  |  | Punti | Pos. |
| ---- | -------- | --------------- |  | -- |  |  |  |  |  |  |  |  |  |  |  |  |  |  | ----- | ---- |
| 2002 |          | Renault Clio RS |  | 43 |  |  |  |  |  |  |  |  |  |  |  |  |  |  | [ 3 ] |      |

| 2003 | Scuderia | Vettura            |  |  |  |  |  |  |  |  |     |  |    |  |     |     |  |  | Punti | Pos. |
| ---- | -------- | ------------------ |  |  |  |  |  |  |  |  | --- |  | -- |  | --- | --- |  |  | ----- | ---- |
| 2003 |          | Renault Clio S1600 |  |  |  |  |  |  |  |  | Rit |  | 19 |  | Rit | Rit |  |  | [ 3 ] |      |

| 2004 | Scuderia | Vettura                                      |    |    |  |  |  |     |    |  |    |  |     |     |   |  |    |  | Punti | Pos. |
| ---- | -------- | -------------------------------------------- | -- | -- |  |  |  | --- | -- |  | -- |  | --- | --- | - |  | -- |  | ----- | ---- |
| 2004 |          | Suzuki Ignis S1600 Mitsubishi Lancer Evo VII | 19 | 25 |  |  |  | Rit | 11 |  | 16 |  | Rit | Rit | 9 |  | 16 |  | [ 3 ] |      |

| 2005 | Scuderia | Vettura                               |    |    |    |    |    |    |    |    |  |     |    |    |    |  |     |  | Punti | Pos. |
| ---- | -------- | ------------------------------------- | -- | -- | -- | -- | -- | -- | -- | -- |  | --- | -- | -- | -- |  | --- |  | ----- | ---- |
| 2005 |          | Suzuki Ignis S1600 Suzuki Swift S1600 | 18 | 18 | 14 | 17 | 22 | 33 | 19 | 15 |  | Rit | 16 | 22 | 22 |  | Rit |  | [ 3 ] |      |

| 2006 | Scuderia       | Vettura                            |  |    |  |  |  |    |    |  |    |    |  |  |    |  |  |     | Punti | Pos. |
| ---- | -------------- | ---------------------------------- |  | -- |  |  |  | -- | -- |  | -- | -- |  |  | -- |  |  | --- | ----- | ---- |
| 2006 | Red Bull Škoda | Suzuki Swift S1600 Škoda Fabia WRC |  | 19 |  |  |  | 34 | 21 |  | 11 | 18 |  |  | SQ |  |  | Rit | [ 3 ] |      |

| 2007 | Scuderia            | Vettura            |  |  |    |  |    |  |    |  |  |    |  |    |    |  |  |  | Punti       | Pos. |
| ---- | ------------------- | ------------------ |  |  | -- |  | -- |  | -- |  |  | -- |  | -- | -- |  |  |  | ----------- | ---- |
| 2007 | Suzuki Sport Europe | Suzuki Swift S1600 |  |  | 18 |  | 14 |  | 14 |  |  | 58 |  | 15 | 20 |  |  |  | [ 3 ] [ 4 ] |      |

| 2008 | Scuderia                | Vettura        |   |     |     |    |     |   |    |     |     |    |   |    |    |   |   |  | Punti | Pos. |
| ---- | ----------------------- | -------------- | - | --- | --- | -- | --- | - | -- | --- | --- | -- | - | -- | -- | - | - |  | ----- | ---- |
| 2008 | Suzuki World Rally Team | Suzuki SX4 WRC | 8 | Rit | Rit | 24 | Rit | 9 | 11 | Rit | Rit | 15 | 6 | 32 | 17 | 5 | 5 |  | 12    | 12º  |

| 2009 | Scuderia  | Vettura                    |  |  |  |  |  |  |   |     |     |  |  |     |  |  |  |  | Punti | Pos. |
| ---- | --------- | -------------------------- |  |  |  |  |  |  | - | --- | --- |  |  | --- |  |  |  |  | ----- | ---- |
| 2009 | Adapta AS | Subaru Impreza WRC S14 '08 |  |  |  |  |  |  | 7 | Rit | Rit |  |  | Rit |  |  |  |  | 2     | 19º  |

| 2010 | Scuderia                                     | Vettura |  |   |    |  |  |   |   |   |    |  |    |  |   |  |  |  | Punti | Pos. |
| ---- | -------------------------------------------- | --- |  | - | -- |  |  | - | - | - | -- |  | -- |  | - |  |  |  | ----- | ---- |
| 2010 | Adapta AS Rufa Sport Stobart M-Sport Ford RT | Subaru Impreza WRC S12B '07 Škoda Fabia S2000 Subaru Impreza WRC S14 '08 Ford Focus RS WRC '08 Ford Fiesta S2000 |  | 8 | 16 |  |  | 7 | 7 | 7 | 16 |  | 41 |  | 9 |  |  |  | 24    | 13º  |

| 2011 | Scuderia                | Vettura            |   |   |    |    |   |   |    |   |     |  |   |   |   |  |  |  | Punti | Pos. |
| ---- | ----------------------- | ------------------ | - | - | -- | -- | - | - | -- | - | --- |  | - | - | - |  |  |  | ----- | ---- |
| 2011 | Stobart M-Sport Ford RT | Ford Fiesta RS WRC | 2 | 5 | 31 | 13 | 5 | 5 | 12 | 6 | Rit |  | 7 | 6 | 2 |  |  |  | 88    | 6º   |

| 2012 | Scuderia                | Vettura            |  |   |    |   |   |   |  |   |   |   |    |   |   |  |  |  | Punti | Pos. |
| ---- | ----------------------- | ------------------ |  | - | -- | - | - | - |  | - | - | - | -- | - | - |  |  |  | ----- | ---- |
| 2012 | Adapta World Rally Team | Ford Fiesta RS WRC |  | 3 | 43 | 1 | 3 | 4 |  | 5 | 4 | 4 | 53 | 4 | 4 |  |  |  | 149   | 4º   |

| 2013 | Scuderia          | Vettura            |   |   |     |    |   |   |   |   |   |   |   |   |    |  |  |  | Punti | Pos. |
| ---- | ----------------- | ------------------ | - | - | --- | -- | - | - | - | - | - | - | - | - | -- |  |  |  | ----- | ---- |
| 2013 | Qatar M-Sport WRT | Ford Fiesta RS WRC | 6 | 3 | 112 | 82 | 7 | 6 | 8 | 3 | 9 | 5 | 8 | 6 | 43 |  |  |  | 102   | 6º   |

| 2014 | Scuderia                    | Vettura         |   |    |   |   |     |   |     |     |   |    |   |   |   |  |  |  | Punti | Pos. |
| ---- | --------------------------- | --------------- | - | -- | - | - | --- | - | --- | --- | - | -- | - | - | - |  |  |  | ----- | ---- |
| 2014 | Citroën Total Abu Dhabi WRT | Citroën DS3 WRC | 4 | 31 | 9 | 3 | Rit | 2 | Rit | Rit | 6 | 16 | 7 | 4 | 3 |  |  |  | 108   | 4º   |

| 2015 | Scuderia                    | Vettura         |   |     |   |    |   |   |   |   |   |  |   |   |   |  |  |  | Punti | Pos. |
| ---- | --------------------------- | --------------- | - | --- | - | -- | - | - | - | - | - |  | - | - | - |  |  |  | ----- | ---- |
| 2015 | Citroën Total Abu Dhabi WRT | Citroën DS3 WRC | 4 | 103 | 2 | 23 | 7 | 5 | 9 | 3 | 7 |  | 6 | 4 | 7 |  |  |  | 116   | 4º   |

| 2016 | Scuderia                       | Vettura                            |    |    |  |  |   |  |    |     |   |  |  |   |    |  |  |  | Punti | Pos. |
| ---- | ------------------------------ | ---------------------------------- | -- | -- |  |  | - |  | -- | --- | - |  |  | - | -- |  |  |  | ----- | ---- |
| 2016 | Printsport Škoda Motorsport II | Citroën DS3 R3T Max Škoda Fabia R5 | 19 | 11 |  |  | 9 |  | 19 | Rit | 8 |  |  | 9 | 13 |  |  |  | 8     | 17º  |

| 2017 | Scuderia                             | Vettura        |    |   |    |  |    |    |  |    |  |    |  |    |  |  |  |  | Punti | Pos. |
| ---- | ------------------------------------ | -------------- | -- | - | -- |  | -- | -- |  | -- |  | -- |  | -- |  |  |  |  | ----- | ---- |
| 2017 | Škoda Motorsport II Škoda Motorsport | Škoda Fabia R5 | 11 | 9 | 10 |  | 10 | 11 |  | 13 |  | 12 |  | 11 |  |  |  |  | 4     | 19º  |

| 2018 | Scuderia            | Vettura        |  |    |   |  |    |   |  |  |  |     |    |  |  |  |  |  | Punti | Pos. |
| ---- | ------------------- | -------------- |  | -- | - |  | -- | - |  |  |  | --- | -- |  |  |  |  |  | ----- | ---- |
| 2018 | Škoda Motorsport II | Škoda Fabia R5 |  | 12 | 7 |  | 10 | 8 |  |  |  | Rit | 10 |  |  |  |  |  | 12    | 16º  |

| 2019 | Scuderia | Vettura                |    |   |  |     |  |  |     |    |  |  |  |    |    |  |  |  | Punti | Pos. |
| ---- | -------- | ---------------------- | -- | - |  | --- |  |  | --- | -- |  |  |  | -- | -- |  |  |  | ----- | ---- |
| 2019 |          | Volkswagen Polo GTI R5 | 12 | 9 |  | Rit |  |  | Rit | 20 |  |  |  | 35 | 16 |  |  |  | 2     | 23º  |

| 2020 | Scuderia                                    | Vettura                              |     |    |    |     |  |    |     |  |  |  |  |  |  |  |  |  | Punti | Pos. |
| ---- | ------------------------------------------- | ------------------------------------ | --- | -- | -- | --- |  | -- | --- |  |  |  |  |  |  |  |  |  | ----- | ---- |
| 2020 | Hyundai Motorsport N Hyundai 2C Competition | Hyundai i20 R5 Hyundai i20 Coupe WRC | Rit | 13 | 10 | Rit |  | 12 | Rit |  |  |  |  |  |  |  |  |  | 1     | 24º  |

| 2021 | Scuderia                              | Vettura                        |  |    |  |    |  |  |  |  |  |  |  |   |  |  |  |  | Punti | Pos. |
| ---- | ------------------------------------- | ------------------------------ |  | -- |  | -- |  |  |  |  |  |  |  | - |  |  |  |  | ----- | ---- |
| 2021 | Hyundai Motorsport N M-Sport Ford WRT | Hyundai i20 R5 Ford Fiesta WRC |  | 16 |  | WD |  |  |  |  |  |  |  | 8 |  |  |  |  | 4     | 30º  |

| 2022 | Scuderia         | Vettura                 |   |   |    |    |   |     |     |   |    |     |     |     |   |  |  |  | Punti | Pos. |
| ---- | ---------------- | ----------------------- | - | - | -- | -- | - | --- | --- | - | -- | --- | --- | --- | - |  |  |  | ----- | ---- |
| 2022 | M-Sport Ford WRT | Ford Puma Rally1 Hybrid | 5 | 5 | 15 | 19 | 7 | 144 | Rit | 7 | 19 | 294 | Rit | Rit | 6 |  |  |  | 44    | 10º  |

| 2023 | Scuderia                                   | Vettura               |  |  |   |    |   |     |  |     |     |   |   |    |  |  |  |  | Punti | Pos. |
| ---- | ------------------------------------------ | --------------------- |  |  | - | -- | - | --- |  | --- | --- | - | - | -- |  |  |  |  | ----- | ---- |
| 2023 | Toksport WRT 2 Toksport WRT 3 Toksport WRT | Škoda Fabia RS Rally2 |  |  | 6 | 14 | 6 | Rit |  | Rit | Rit | 8 | 7 | 14 |  |  |  |  | 26    | 13º  |

| 2024 | Scuderia     | Vettura               |  |  |   |    |     |  |    |    |     |     |    |    |    |  |  |  | Punti | Pos. |
| ---- | ------------ | --------------------- |  |  | - | -- | --- |  | -- | -- | --- | --- | -- | -- | -- |  |  |  | ----- | ---- |
| 2024 | Toksport WRT | Škoda Fabia RS Rally2 |  |  | 6 | 11 | Rit |  | 17 | 13 | Rit | Rit | 10 | 12 | 10 |  |  |  | 8     | 17º  |

| 2025 | Scuderia | Vettura               |    |  |   |  |    |  |   |  |    |  |  |  |  |  |  |  | Punti | Pos. |
| ---- | -------- | --------------------- | -- |  | - |  | -- |  | - |  | -- |  |  |  |  |  |  |  | ----- | ---- |
| 2025 |          | Škoda Fabia RS Rally2 | 12 |  | 6 |  | 12 |  | 7 |  | 18 |  |  |  |  |  |  |  | 14    |      |

| Legenda | 1º posto | 2º posto | 3º posto | A punti | Senza punti | Ritirato | Squalificato | NP=Non partito C=Gara cancellata | Apice=Power stage |

### SWRC/WRC-2
| 2010 | Scuderia   | Vettura           |  |  |   |  |  |  |  |  |  |  |  |  |  |  |  |  | Punti | Pos. |
| ---- | ---------- | ----------------- |  |  | - |  |  |  |  |  |  |  |  |  |  |  |  |  | ----- | ---- |
| 2010 | Rufa Sport | Škoda Fabia S2000 |  |  | 3 |  |  |  |  |  |  |  |  |  |  |  |  |  | [ 3 ] |      |

| 2016 | Scuderia            | Vettura        |  |   |  |  |   |  |   |     |  |  |  |   |   |  |  |  | Punti | Pos. |
| ---- | ------------------- | -------------- |  | - |  |  | - |  | - | --- |  |  |  | - | - |  |  |  | ----- | ---- |
| 2016 | Škoda Motorsport II | Škoda Fabia R5 |  | 2 |  |  | 1 |  | 7 | Rit |  |  |  | 2 | 2 |  |  |  | 85    | 5º   |

| 2017 | Scuderia                             | Vettura        |  |   |   |  |   |   |  |   |  |   |  |   |  |  |  |  | Punti | Pos. |
| ---- | ------------------------------------ | -------------- |  | - | - |  | - | - |  | - |  | - |  | - |  |  |  |  | ----- | ---- |
| 2017 | Škoda Motorsport II Škoda Motorsport | Škoda Fabia R5 |  | 1 | 1 |  | 1 | 1 |  | 2 |  | 3 |  | 1 |  |  |  |  | [ 7 ] |      |

| 2018 | Scuderia            | Vettura        |  |   |   |  |   |   |  |  |  |     |   |  |  |  |  |  | Punti | Pos. |
| ---- | ------------------- | -------------- |  | - | - |  | - | - |  |  |  | --- | - |  |  |  |  |  | ----- | ---- |
| 2018 | Škoda Motorsport II | Škoda Fabia R5 |  | 2 | 1 |  | 1 | 1 |  |  |  | Rit | 2 |  |  |  |  |  | [ 7 ] |      |

| 2019 | Scuderia | Vettura                |   |   |  |     |  |  |     |   |  |  |  |    |   |  |  |  | Punti | Pos. |
| ---- | -------- | ---------------------- | - | - |  | --- |  |  | --- | - |  |  |  | -- | - |  |  |  | ----- | ---- |
| 2019 |          | Volkswagen Polo GTI R5 | 3 | 1 |  | Rit |  |  | Rit | 5 |  |  |  | 11 | 4 |  |  |  | 62    | 5º   |

| 2020 | Scuderia             | Vettura        |     |   |   |     |  |   |  |  |  |  |  |  |  |  |  |  | Punti | Pos. |
| ---- | -------------------- | -------------- | --- | - | - | --- |  | - |  |  |  |  |  |  |  |  |  |  | ----- | ---- |
| 2020 | Hyundai Motorsport N | Hyundai i20 R5 | Rit | 2 | 3 | Rit |  | 2 |  |  |  |  |  |  |  |  |  |  | 51    | 4º   |

| 2021 | Scuderia             | Vettura        |  |    |  |    |  |  |  |  |  |  |  |  |  |  |  |  | Punti | Pos. |
| ---- | -------------------- | -------------- |  | -- |  | -- |  |  |  |  |  |  |  |  |  |  |  |  | ----- | ---- |
| 2021 | Hyundai Motorsport N | Hyundai i20 R5 |  | 53 |  | WD |  |  |  |  |  |  |  |  |  |  |  |  | 13    | 30º  |

| 2023 | Scuderia                                   | Vettura               |  |  |    |    |   |  |  |  |     |   |    |   |  |  |  |  | Punti | Pos. |
| ---- | ------------------------------------------ | --------------------- |  |  | -- | -- | - |  |  |  | --- | - | -- | - |  |  |  |  | ----- | ---- |
| 2023 | Toksport WRT 2 Toksport WRT 3 Toksport WRT | Škoda Fabia RS Rally2 |  |  | 13 | 61 | 1 |  |  |  | Rit | 2 | 23 | 4 |  |  |  |  | 111   | 2º   |

| 2024 | Scuderia     | Vettura               |  |  |   |  |     |  |   |  |  |     |   |  |   |  |  |  | Punti | Pos. |
| ---- | ------------ | --------------------- |  |  | - |  | --- |  | - |  |  | --- | - |  | - |  |  |  | ----- | ---- |
| 2024 | Toksport WRT | Škoda Fabia RS Rally2 |  |  | 1 |  | Rit |  | 9 |  |  | Rit | 3 |  | 4 |  |  |  | 54    | 6º   |

| 2025 | Scuderia | Vettura               |  |  |   |  |   |  |   |  |  |  |  |  |  |  |  |  | Punti | Pos. |
| ---- | -------- | --------------------- |  |  | - |  | - |  | - |  |  |  |  |  |  |  |  |  | ----- | ---- |
| 2025 |          | Škoda Fabia RS Rally2 |  |  | 1 |  | 3 |  | 2 |  |  |  |  |  |  |  |  |  | 57    |      |

| Legenda | 1º posto | 2º posto | 3º posto | A punti | Senza punti | Ritirato | Squalificato | NP=Non partito C=Gara cancellata | Apice=Power stage |

### WRC-3
| 2016 | Scuderia   | Vettura             |   |  |  |  |  |  |  |  |  |  |  |  |  |  |  |  | Punti | Pos. |
| ---- | ---------- | ------------------- | - |  |  |  |  |  |  |  |  |  |  |  |  |  |  |  | ----- | ---- |
| 2016 | Printsport | Citroën DS3 R3T Max | 1 |  |  |  |  |  |  |  |  |  |  |  |  |  |  |  | [ 6 ] |      |

| Legenda | 1º posto | 2º posto | 3º posto | A punti | Senza punti | Ritirato | Squalificato | NP=Non partito C=Gara cancellata | Apice=Power stage |

### Junior WRC
| 2004 | Scuderia | Vettura            |   |  |  |  |  |     |   |  |   |  |  |     |   |  |   |  | Punti | Pos. |
| ---- | -------- | ------------------ | - |  |  |  |  | --- | - |  | - |  |  | --- | - |  | - |  | ----- | ---- |
| 2004 |          | Suzuki Ignis S1600 | 8 |  |  |  |  | Rit | 1 |  | 1 |  |  | Rit | 1 |  | 2 |  | [ 3 ] |      |

| 2005 | Scuderia | Vettura                               |   |  |   |  |   |  |  |   |  |     |   |  |  |  |     |  | Punti | Pos. |
| ---- | -------- | ------------------------------------- | - |  | - |  | - |  |  | - |  | --- | - |  |  |  | --- |  | ----- | ---- |
| 2005 |          | Suzuki Ignis S1600 Suzuki Swift S1600 | 6 |  | 2 |  | 5 |  |  | 1 |  | Rit | 4 |  |  |  | Rit |  | [ 3 ] |      |

| 2006 | Scuderia | Vettura            |  |   |  |  |  |   |   |  |  |   |  |  |    |  |  |     | Punti | Pos. |
| ---- | -------- | ------------------ |  | - |  |  |  | - | - |  |  | - |  |  | -- |  |  | --- | ----- | ---- |
| 2006 |          | Suzuki Swift S1600 |  | 1 |  |  |  | 3 | 4 |  |  | 2 |  |  | SQ |  |  | Rit | [ 3 ] |      |

| 2007 | Scuderia            | Vettura            |  |  |   |  |   |  |   |  |  |    |  |   |   |  |  |  | Punti       | Pos. |
| ---- | ------------------- | ------------------ |  |  | - |  | - |  | - |  |  | -- |  | - | - |  |  |  | ----------- | ---- |
| 2007 | Suzuki Sport Europe | Suzuki Swift S1600 |  |  | 1 |  | 1 |  | 2 |  |  | 13 |  | 1 | 4 |  |  |  | [ 3 ] [ 4 ] |      |

| Legenda | 1º posto | 2º posto | 3º posto | A punti | Senza punti | Ritirato | Squalificato | NP=Non partito C=Gara cancellata | Apice=Power stage |